# La Faba

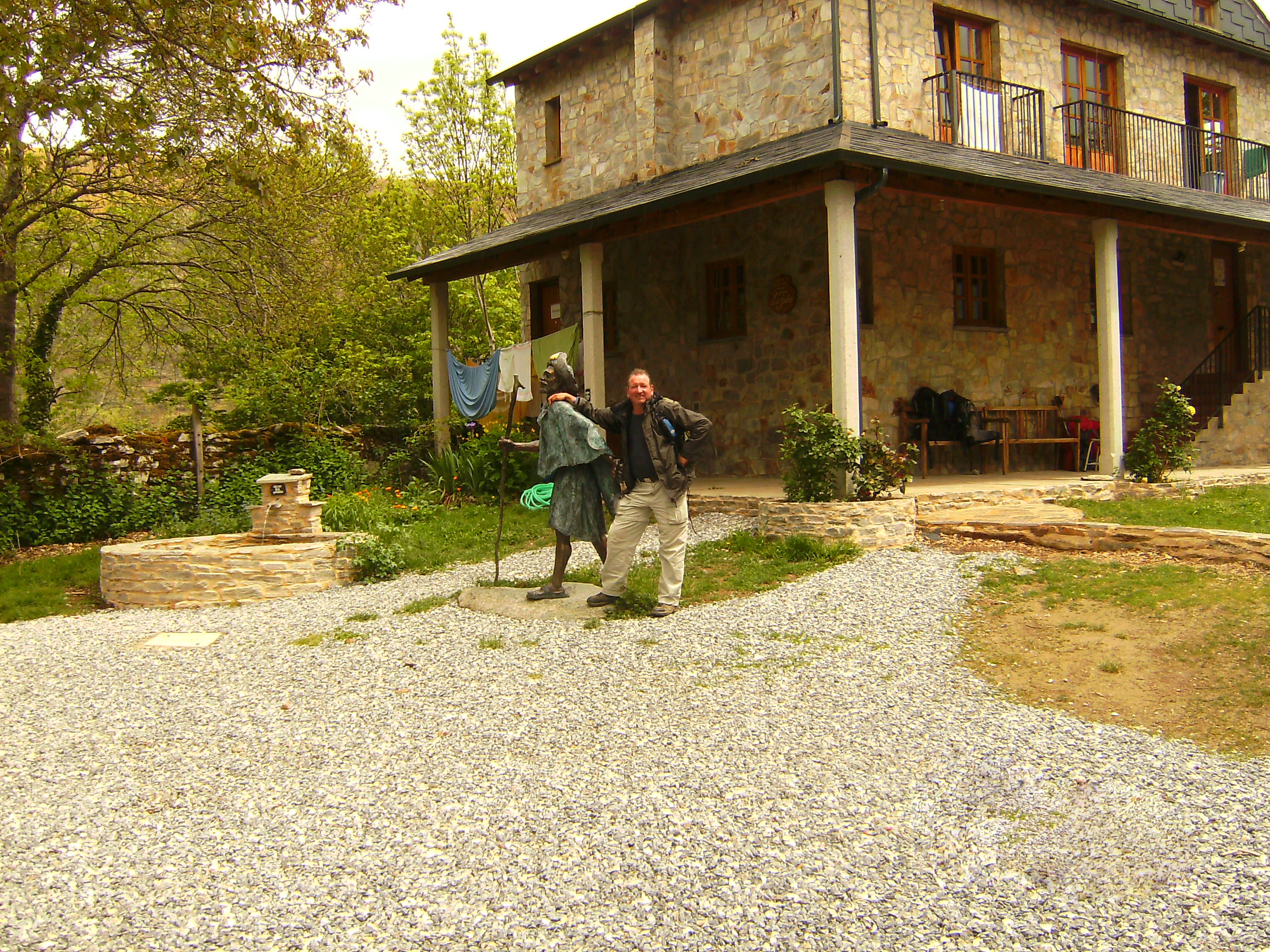
Pilgerherberge und Jakobsstatue in La Faba

La Faba ist ein Ort am Jakobsweg in der Provinz León der Autonomen Gemeinschaft Kastilien-León, administrativ ist es von Vega de Valcarce abhängig.
Die Pilgerherberge des Ortes wurde vom Verein zur Förderung der mittelalterlichen Pilgerwege Vltreia aus Stuttgart errichtet.